# Jordan Nobbs
Jordan Nobbs (Stockton-on-Tees, Durham; 8 de diciembre de 1992) es una futbolista inglesa. Juega de mediocampista y su equipo actual es el Aston Villa de la WSL de Inglaterra. También juega en la selección de Inglaterra.

## Clubes

### Sunderland Ladies (2008-2011)
En diciembre de 2008 Nobbs debutó profesionalmente con el Sunderland, a los 16 años. Esa temporada, el equipo ganó la División Norte de la FA Women's Premier League y también alcanzó la final de la FA Women's cup 2009, donde fue derrotado por el Arsenal.
En la temporada 2009/2010, Nobbs fue nombrada jugadora del año del equipo y Jugadora joven del año de la FA. Cuando el Sunderland no pudo unirse a la FA WSL, varios equipos mostraron interés en ella. En agosto de 2010 fue fichada por el Arsenal. Como la temporada de la FA WSL no empezaba hasta el verano, continuó jugando con el equipo norteño en la FA Women's Premier League. Sunderland ganó la temporada 2010/2011, pero eso no impidió que no fueran anexionadas a la FA WSL.

### Arsenal (2010-2023)

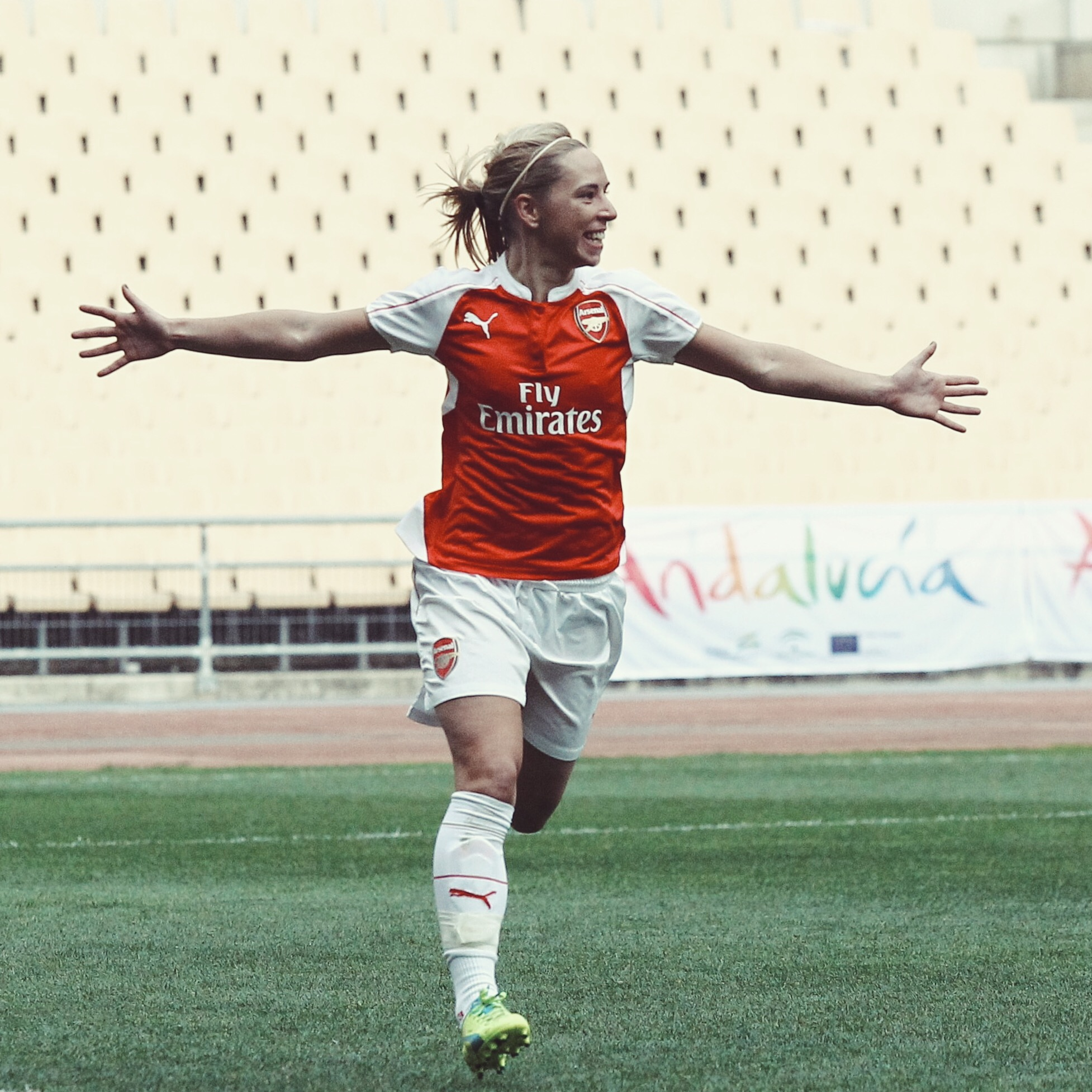
Nobbs durante un partido con el Arsenal

Nobbs debutó con el Arsenal en septiembre de 2010 durante un partido de la Liga de Campeones contra el ZFK Masinac disputado en Serbia. Marcó su primer gol en el segundo partido contra el equipo serbio. Durante la primera temporada de la FA WSL, jugó 12 de 14 partidos y marcó un gol. Esa temporada, el Arsenal ganó la Women's FA Cup, la liga y la League Cup.
En la temporada 2012, Nobbs jugó 7 de 8 partidos en la Liga de Campeones y marcó 4 goles. El Arsenal fue eliminado en la semifinal por segunda vez consecutiva. Jugó 13 de los 14 partidos disputados en la liga marcando 5 goles. Esa temporada, también ganaron la liga.
En 2013, por tercera vez consecutiva, el Arsenal fue eliminado en la semifinal de la Liga de Campeones, esta vez por el VfL Wolfsburgo alemán. Ganó la FA Cup y la League Cup, sin embargo no pudo clasificarse para la siguiente edición de la Liga de Campeones. Nobbs y su compañera Danielle Carter acabaron la temporada como máximas goleadoras del Arsenal con 6 goles cada una.
En la pretemporada de 2014, Nobbs sufrió una lesión en la espalda, por lo que se perdió parte de la temporada. Al final de esta, acabó con el mismo número de goles que Casey Stoney, 5, convirtiéndose en las máximas goleadoras del Arsenal.

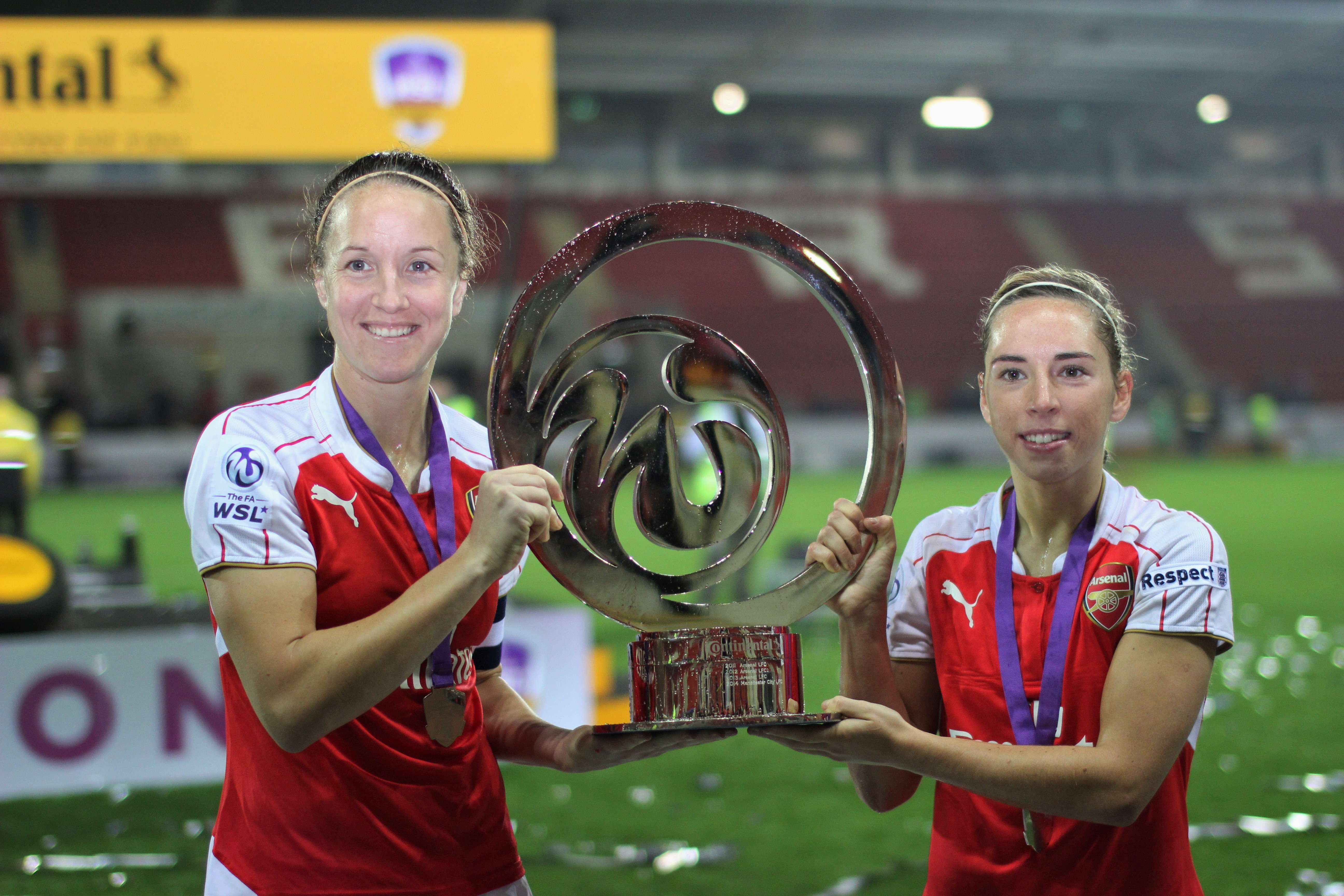
Casey Stone y Nobbs (derecha) con el trofeo de la FA WSL Cup

En la temporada 2015, Nobbs sufrió una lesión en los isquiotibiales, un mes antes de la Copa Mundial 2015 en Canadá. Después de esta, el Arsenal ganó la League Cup, gracias a dos goles de Nobbs, quien fue nombrada Jugadora del Partido.
En 2016, el Arsenal ganó la FA Cup y acabó tercero en la liga.
Al cambiar la FA WSL de un formato de verano a uno de invierno, se jugó una temporada más corta en primavera de 2017 que recibió el nombre de Spring Series. Nobbs jugó todos los partidos, acabó como máxima goleadora del Arsenal y de tercera en la liga, en la que el Arsenal quedó de segundo.
En la temporada 2017-18, Nobbs jugó todos los partidos y marcó 4 goles. El equipo ganó la FA Cup.
Durante la temporada 2018-19, Nobbs sufrió una lesión en un partido contra el Everton el 18 de noviembre. Un día después, se confirmó que se había roto el ligamento cruzado anterior, por lo que no solo se perdió el resto de la temporada, sino que también se perdió la Copa Mundial de 2019.
Nobbs jugó su primer partido después de lesionarse el 25 de agosto de 2019 en un encuentro durante la pretemporada contra el Tottenham Hotspurs. Debutó en la temporada 2019-20 en un partido contra el West Ham United el 8 de septiembre.
El 15 de enero de 2020, jugó su partido número 200 con el club, coincidiendo con el de su compañera Kim Little.

### Aston Villa (2023-2025)
El 5 de enro de 2023, se anunció que Nobbs había firmado un contrato de 18 meses con el Aston Villa.

## Selección nacional

### Juvenil
Nobbs fue convocada a la Selección Sub-15 de Inglaterra a los 12 años y a los 13, fue nombrada capitana de esta. Al año siguiente, fue nombrada capitana de la Selección Sub-17. Capitaneó a la selección hasta el cuarto puesto de la Copa Mundial Sub-17 de 2008.
En 2009, jugó en el Campeonato Europeo Sub-19, en el cual Inglaterra quedó de primera.  
También participó en el Campeonato Europeo Sub-19 de 2010, quedando de segunda. Ese mismo año también participó en la Copa Mundial Sub-20 en Alemania. El equipo tomó participación en el grupo C, donde quedaron últimas sumando solamente una unidad, contra el combinado de Nigeria, y perdiendo los otros dos encuentros contra México y Japón.    
| Copa                           | Sede                | Resultado      |
| ------------------------------ | ------------------- | -------------- |
| Mundial Sub-17 2008            | Nueva Zelanda       | Cuarto puesto  |
| Campeonato Europeo Sub-19 2009 | Bielorrusia         | Primer puesto  |
| Campeonato Europeo Sub-19 2010 | Macedonia del Norte | Segundo puesto |
| Mundial Sub-20 2010            | Alemania            | Primera fase   |

### Selección absoluta
Nobbs fue convocada con la Selección absoluta de Inglaterra en el último partido de la ronda de clasificación para la Eurocopa de 2013 contra Croacia, sin embargo no jugó. El 6 de marzo de 2013, debutó internacionalmente durante un partido contra Italia en la Copa de Chipre, marcando a la vez su primer gol.
Durante la Copa de Chipre 2015 fue nombrada vice-capitana y ganó el torneo como capitana al lesionarse la primera capitana.
Nobbs formó parte de la selección durante la Copa Mundial de 2015, pero solo jugó un partido debido a una lesión en los isquiotibiales.
En 2017 jugó en la Eurocopa 2017, donde Inglaterra fue eliminada en la semifinal por los Países Bajos.
Tras romperse el ligamento cruzado anterior durante un partido con el Arsenal, Nobbs fue incapaz de jugar en la Copa Mundial de 2019. Durante el Mundial, fue la comentarista para la BBC y escribió varios artículos para la revista 90 Minutes.
| Copa                   | Sede         | Resultado     |
| ---------------------- | ------------ | ------------- |
| Eurocopa Femenina 2013 | Suecia       | Primera fase  |
| Copa Mundial de 2015   | Canadá       | Tercer puesto |
| Eurocopa 2017          | Países Bajos | Semifinal     |

## Estadísticas

### Clubes
Actualizado a los partidos jugados el 21 de diciembre de 2022.
| Club | Div                | Temporada        | Liga  | Liga  | Copas nacionales(1) | Copas nacionales(1) | Torneos internacionales(2) | Torneos internacionales(2) | Total | Total |    |  |
| Club | Div                | Temporada        | Part. | Goles | Part.               | Goles               | Part.                      | Goles                      | Part. | Goles |    |  |
| --- | ------------------ | ---------------- | ----- | ----- | ------------------- | ------------------- | -------------------------- | -------------------------- | ----- | ----- | -- |  |
| Arsenal Inglaterra |                    |                  |       |       |                     |                     |                            |                            |       |       |    |  |
| 1ª | 2011               | 12               | 1     |       |                     | 7                   | 4                          | 19                         | 5     |       |    |  |
| 1ª | 2012               | 13               | 5     | 4     | 1                   | 8                   | 2                          | 25                         | 8     |       |    |  |
| 1ª | 2013               | 14               | 6     | 5     | 2                   | 4                   | 4                          | 23                         | 12    |       |    |  |
| 1ª | 2014               | 9                | 5     | 5     | 0                   | 4                   | 4                          | 18                         | 9     |       |    |  |
| 1ª | 2015               | 7                | 1     | 5     | 2                   | -                   | -                          | 12                         | 3     |       |    |  |
| 1ª | 2016               | 14               | 4     | 3     | 0                   | -                   | -                          | 17                         | 4     |       |    |  |
| 1ª | Spring Series 2017 | 8                | 4     | -     | -                   | -                   | -                          | 8                          | 4     |       |    |  |
| 1ª | 2017-18            | 17               | 3     | 11    | 5                   | -                   | -                          | 28                         | 8     |       |    |  |
| 1ª | 2018-19            | 8                | 9     | 2     | 0                   | -                   | -                          | 10                         | 9     |       |    |  |
| 1ª | 2019-20            | 14               | 5     | 8     | 1                   | 4                   | 0                          | 26                         | 6     |       |    |  |
| 1ª | 2020-21            | 16               | 5     | 0     | 0                   | -                   | -                          | 16                         | 5     |       |    |  |
| 1ª | 2021-22            | 16               | 2     | 4     | 0                   | 7                   | 1                          | 27                         | 3     |       |    |  |
| 1ª | 2022-23            | 9                | 2     | 0     | 0                   | 5                   | 1                          | 14                         | 3     |       |    |  |
| 1ª | Total club         | Total club       |       | 157   | 52                  | 47                  | 15                         | 39                         | 16    | 245   | 83 |  |
| Aston Villa Inglaterra | 1ª                 | 2022-23          | 0     | 0     | 0                   | 0                   | 0                          | 0                          | 0     | 0     |    |  |
| Total club | Total club         |                  | 0     | 0     | 0                   | 0                   | 0                          | 0                          | 0     | 0     |    |  |
| Total de carrera | Total de carrera   | Total de carrera | 157   | 52    | 47                  | 15                  | 39                         | 16                         | 245   | 83    |    |  |
| (1) Incluye datos de la FA Women's Cup y la FA Women's League Cup. (2) Incluye datos de Liga de Campeones de la UEFA femenina. |                    |                  |       |       |                     |                     |                            |                            |       |       |    |  |

Fuente: Soccerway.com

## Palmarés

### Títulos nacionales
| Título                                      | Club       | País       | Año     |
| ------------------------------------------- | ---------- | ---------- | ------- |
| FA Women's Premier League Northern Division | Sunderland | Inglaterra | 2008-09 |
| League Cup                                  | Arsenal    | Inglaterra | 2011    |
| FA WSL                                      | Arsenal    | Inglaterra | 2011    |
| FA Women's Cup                              | Arsenal    | Inglaterra | 2010-11 |
| FA WSL                                      | Arsenal    | Inglaterra | 2012    |
| League Cup                                  | Arsenal    | Inglaterra | 2012    |
| FA Women's Cup                              | Arsenal    | Inglaterra | 2012-13 |
| League Cup                                  | Arsenal    | Inglaterra | 2013    |
| FA Women's Cup                              | Arsenal    | Inglaterra | 2013-14 |
| League Cup                                  | Arsenal    | Inglaterra | 2015    |
| FA Women's Cup                              | Arsenal    | Inglaterra | 2015-16 |
| League Cup                                  | Arsenal    | Inglaterra | 2017-18 |
| FA WSL                                      | Arsenal    | Inglaterra | 2018-19 |

### Títulos internacionales
| Título                       | Equipo     | Sede final  | Año  |
| ---------------------------- | ---------- | ----------- | ---- |
| Campeonato Europeo Sub-19    | Inglaterra | Bielorrusia | 2009 |
| Copa de Chipre               | Inglaterra | Chipre      | 2013 |
| Copa de Chipre               | Inglaterra | Chipre      | 2015 |
| Copa Mundial (tercer puesto) | Inglaterra | Canadá      | 2015 |
| Finalissima Femenina         | Inglaterra | Inglaterra  | 2023 |

### Distinciones individuales
| Distinción                                                  | Año  |
| ----------------------------------------------------------- | ---- |
| Jugadora Joven Internacional del Año                        | 2010 |
| Jugadora Internacional del Año                              | 2016 |
| FA Player' Player of the Year de FA Women's Football Awards | 2017 |
| London Football Awards London Women's Player of the Year    | 2018 |